# Aegerita webberi
Aegerita webberi är en svampart som beskrevs av H.S. Fawc. 1910. Aegerita webberi ingår i släktet Aegerita och familjen Meruliaceae.   Inga underarter finns listade i Catalogue of Life.